# Nemanja Radoja
Nemanja Radoja (Újvidék, 1993. február 6. –) szerb válogatott labdarúgó, az amerikai Sporting Kansas City középpályása.

## Pályafutása

### Klubcsapatokban
Radoja a mai Szerbia területén lévő Újvidék városában született. Az ifjúsági pályafutását a Vojvodina akadémiájánál kezdte.
2012-ben mutatkozott be a Vojvodina felnőtt keretében. A 2011–12-es szezon második felében a Cement Beočin csapatát erősítette kölcsönben. 2014-ben a spanyol első osztályban szereplő Celta Vigohoz, míg 2019-ben a Levantéhez igazolt. 2023. január 1-jén szerződést kötött az észak-amerikai első osztályban érdekelt Sporting Kansas City együttesével.

### A válogatottban
Radoja az U18-as, az U19-es és az U21-es korosztályú válogatottakban is képviselte Szerbiát.
2016-ban debütált a felnőtt válogatottban. Először 2016. november 15-én, Ukrajna ellen 2–0-ás vereséggel zárult barátságos mérkőzésen lépett pályára.

## Statisztika
2022. május 20. szerint.
| Klub       | Szezon   | Bajnokság | Bajnokság | Bajnokság | Kupa  | Kupa  | Nemzetközi | Nemzetközi | Összesen | Összesen |
| Klub       | Szezon   | Bajnokság | Mérk.     | Gólok     | Mérk. | Gólok | Mérk.      | Gólok      | Mérk.    | Gólok    |
| ---------- | -------- | --------- | --------- | --------- | ----- | ----- | ---------- | ---------- | -------- | -------- |
| Celta Vigo | 2014–15  | La Liga   | 28        | 0         | 3     | 0     | —          | —          | 31       | 0        |
| Celta Vigo | 2015–16  | La Liga   | 30        | 0         | 6     | 0     | —          | —          | 36       | 0        |
| Celta Vigo | 2016–17  | La Liga   | 31        | 1         | 7     | 0     | 12         | 0          | 50       | 1        |
| Celta Vigo | 2017–18  | La Liga   | 26        | 0         | 3     | 0     | —          | —          | 29       | 0        |
| Celta Vigo | Összesen | Összesen  | 115       | 1         | 19    | 0     | 12         | 0          | 146      | 1        |
| Levante    | 2019–20  | La Liga   | 26        | 1         | 1     | 0     | —          | —          | 27       | 1        |
| Levante    | 2020–21  | La Liga   | 21        | 0         | 6     | 0     | —          | —          | 27       | 0        |
| Levante    | 2021–22  | La Liga   | 19        | 0         | 1     | 0     | —          | —          | 20       | 0        |
| Levante    | Összesen | Összesen  | 66        | 1         | 8     | 0     | 0          | 0          | 74       | 1        |
| Összesen   | Összesen | Összesen  | 181       | 2         | 27    | 0     | 12         | 0          | 220      | 2        |

### A válogatottban
| Válogatott | Év       | Pályára lépés | Gól |
| ---------- | -------- | ------------- | --- |
| Szerbia    | 2016     | 1             | 0   |
| Szerbia    | 2017     | 1             | 0   |
| Összesen   | Összesen | 2             | 0   |

## Sikerei, díjai
Vojvodina
- Szerb Kupa
  - Győztes (1): 2013–14
  - Döntős (1): 2012–13